# Варшава (Алтайский край)
Варша́ва — посёлок в Змеиногорском районе Алтайского края, входит в состав Кузьминского сельсовета.

## История
Основан в 1922 году. В 1928 году состоял из 74 хозяйств, основное население — русские. В административном отношении находился составе Петроградского сельсовета Рубцовского района Рубцовского округа Сибирского края. В 1931 году состоял из 83 хозяйств в составе того же сельсовета Рубцовского района. До 2019 года посёлок входил в состав Никольского сельсовета.

## Население
| 1926 | 1931 | 1997 | 1998 | 1999 | 2000 | 2001 |
| ---- | ---- | ---- | ---- | ---- | ---- | ---- |
| 490  | ↘460 | ↘156 | ↘154 | ↘137 | ↘129 | ↘119 |
| 2002 | 2003 | 2004 | 2005 | 2006 | 2007 | 2008 |
| ↘98  | ↘94  | ↘92  | ↘77  | ↘67  | ↘51  | ↘40  |
| 2009 | 2010 | 2011 | 2012 | 2013 |      |      |
| ↘31  | ↗38  | ↗39  | ↗40  | ↘35  |      |      |

## Улицы
В посёлке имеются две улицы: Заречная и Центральная.